# Marcus Cocceius Nerva (consul en 40)
Marcus Cocceius Nerva est un sénateur et homme politique de l'Empire romain, il est consul suffect sous Caligula, probablement vers 40.

## Famille
Il est membre de la gens plébéienne Cocceia, qui est originaire d'Ombrie et est issu d'une famille consulaire proches du pouvoir impérial, son père Marcus Cocceius Nerva est un juriste renommée et son grand père est Marcus Cocceius Nerva, consul en 36 av. J.-C.
De son mariage avec Sergia Plautilla il est le père de l'empereur Nerva et de Cocceia la femme de Lucius Salvius Otho Titianus.